# Miakits Károly
Miakits Károly (Győr, 1883. június 26. – Budapest, 1957. május 11.) magyar építész és építőmester.

## Élete

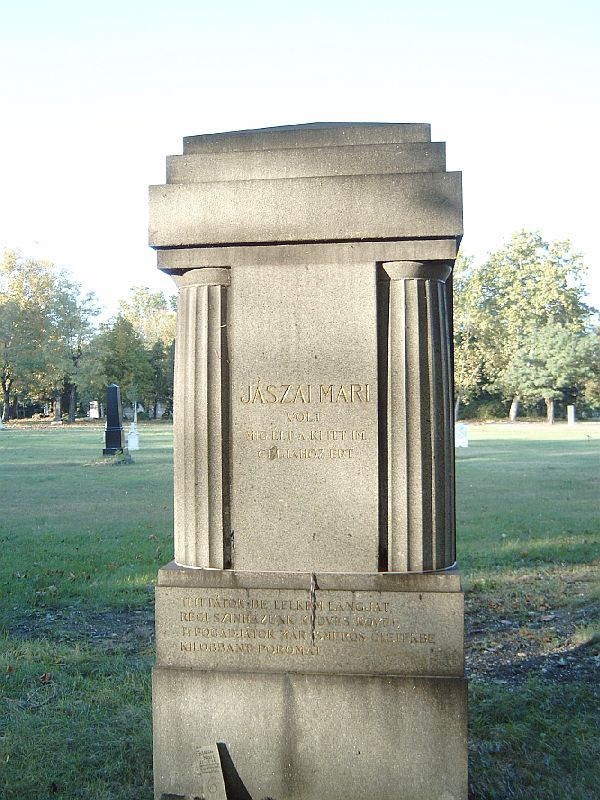
Jászai Mari síremléke (Fiumei úti sírkert, 28-díszsor-18.)

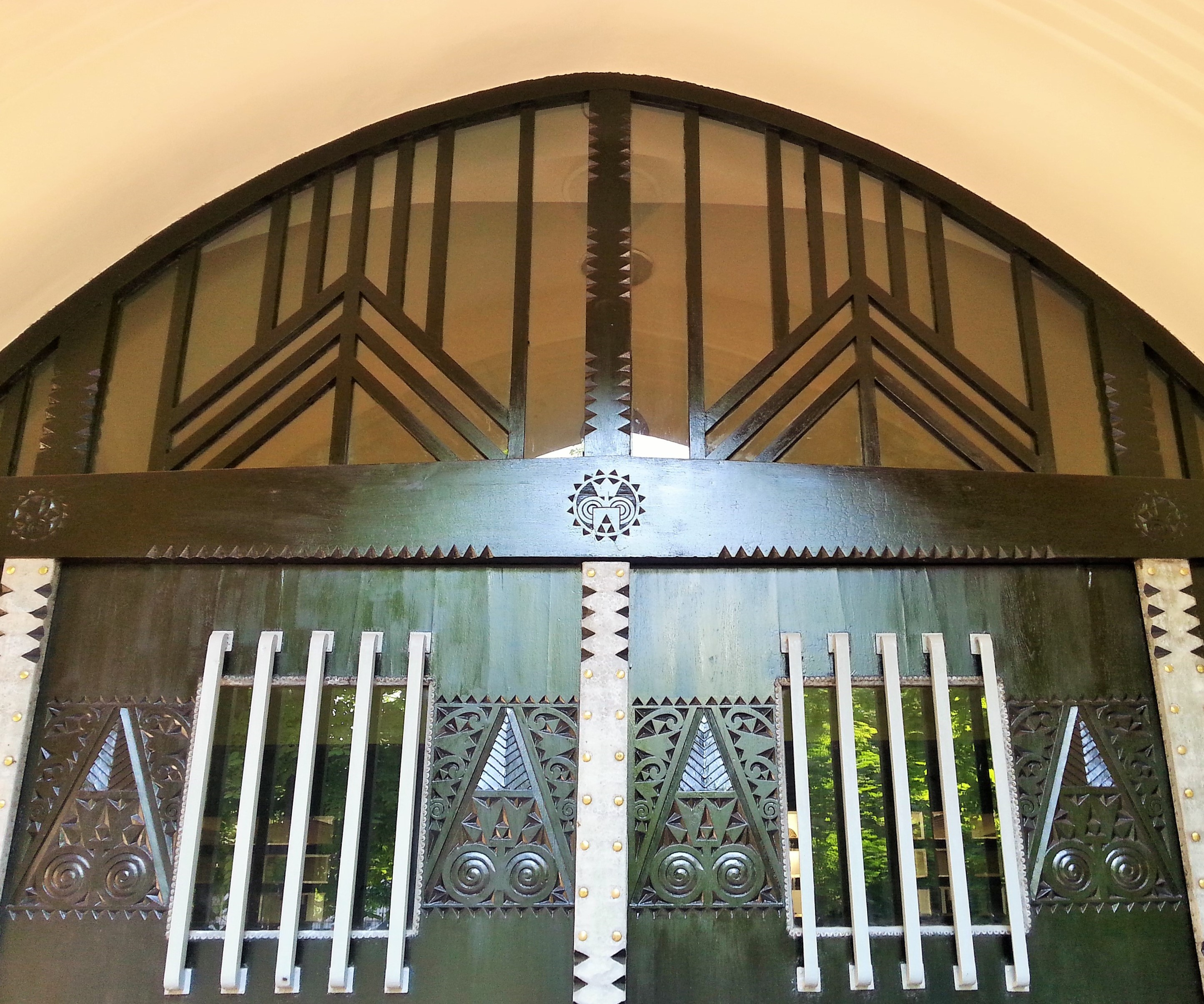
A fasori református templom főkapuja (részlet)

Életéről kevés adat ismert. A 20. század elején működött Budapesten, elsősorban bérházak tervezőjeként. Stílusára a szecesszió a jellemző. Mivel több munkáját Szabó Jenővel közösen tervezte, gyakran Miakits és Szabó névvel hivatkoznak munkáikra.
Érdekesség, hogy ők tervezték Jászai Mari síremlékét is a Fiumei úti sírkertben (1915 előtt).

## Ismert épületei
- 1909: toldaléképület, Budapest, Jókai u. 1873/a hrsz.[7]
- 1910: bérház, Budapest, Kruspér utca 4.[8][9][10]
- 1911-1912: Vasdinyei-ház, Budapest, Wesselényi u. 69.[11][12]
- 1912: bérház, Budapest, Dugonics utca 15.[13]

Miakits Károly munkája a Fasori református templom (Budapest, Városligeti fasor 7., tervezte: Árkay Aladár, épült: 1911-1913) csillárjai, és főkapuja is.

### Tervben maradt épületek
- 1913: erdőigazgatósági székház, Besztercebánya[18]